# Front d'Alliberament Animal
El Front d'Alliberament Animal, també conegut pel seu nom en anglès Animal Liberation Front (ALF), és el nom utilitzat per activistes pels drets dels animals que usen l'acció directa per alliberar animals. Això inclou rescatar-los d'instal·lacions i sabotejar-les com a manera de protesta i boicot econòmic a l'experimentació amb animals, el ús d'animals com a vestimenta, l'ús d'animals com a aliment o altres indústries basades en l'explotació als animals. Qualsevol acció directa que promogui l'alliberament animal i que «pren tota precaució raonable per no posar en perill vides de qualsevol mena» pot ser reclamada com feta pel FAA, mentre que sigui consistent amb els altres objectius de l'organització.

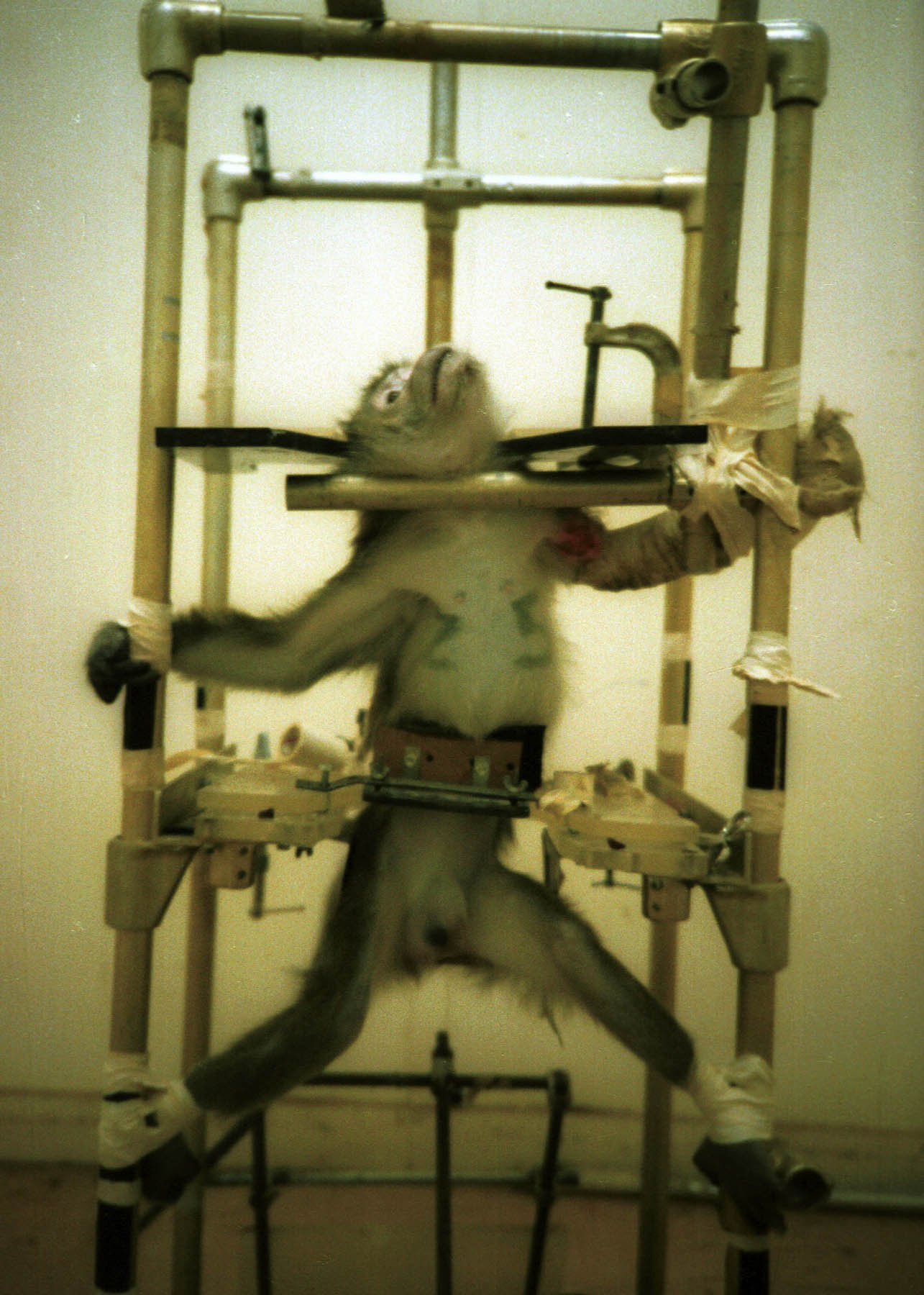
Domitian, un dels micos de Silver Spring. Una de les primeres accions d'ALF als Estats Units va suposar que es retirés als micos a una casa segura el setembre de 1981.

Els activistes de l'ALF són un model de lluita sense líders. Les cèl·lules del grup, actualment actives al voltant de 35 països, operen clandestinament i independentment unes de les altres. Una cèl·lula pot consistir en només una persona. Robin Webb, qui porta l'Oficina de premsa del Front al Regne Unit, ha dit sobre aquest model d'activisme: «Per això és pel que el FAA no pot ser destruït, no pot ser infiltrat, no pot ser parat. Vosaltres, tots i cadascun de vosaltres: vosaltres sou el FAA».

## Directrius del Front d'Alliberament Animal
- Infligir dany econòmic als qui es lucren amb la misèria i l'explotació d'animals.
- Alliberar animals des de centres d'abús, com: laboratoris, granges factories, granges per a pell, etc, i ressituar-los en bons llocs on puguin viure naturalment, lliures de sofriment.
- Revelar l'horror i atrocitats comeses contra animals després de portes tancades, realitzant accions directes no violentes i alliberaments.
- Prendre totes les precaucions necessàries per no danyar animals, humans i no humans segons això.
- Qualsevol grup de persones que siguin veganes i que realitzin accions d'acord amb les directrius del FAA tenen dret a nomenar-se part del FLA.

## Reivindicació de les accions directes
Les accions són reivindicades anònimament contactant alguna de les oficines de premsa del Front, qui publiquen algunes d'elles a les seves pàgines web. són publicades a Bite Back, el lloc web sobre accions directes. L'oficina de premsa és dirigida per Webb al Regne Unit i per Jerry Vlasak a EUA. A pesar que el FAA no té existència formal, l'Animal Liberation Front Supporters Group (ALFSG) existeix per recolzar a activistes que són empresonats per activitats dutes a terme en favor del FLA, i alguns activistes mantenen una pàgina sobre el Front d'Alliberament Animal.

## No violència i acusacions de terrorisme
Els activistes que parlen a favor del FAA esgrimeixen l'argument que el moviment és no violent. En una entrevista per Behind the Mask, un documental del 2006 sobre el FAA, el reconegut activista Rod Coronado va dir: «Una cosa que jo sé que ens separa a nosaltres de les persones que se'ns acusa de ser —això és, de terroristes, criminals violents— és el fet que no hem danyat ningú». Grups com el Southern Poverty Law Center (SPLC), que fa seguiment del terrorisme intern als Estats Units, ha apuntat el desenvolupat d'activistes per part del FLA en la campanya Stop Huntingdon Animal Cruelty. El SPLC diu que el FAA empra «tàctiques francament terroristes, similars a les ocupades per extremistes anti-avortament». El FLA ha estat descrit com una amenaça terrorista interna a Gran Bretanya, i al juny de 2005, va ser declarat amenaça terrorista pel Departament de Seguretat Nacional dels Estats Units. El FBI considera al FAA com una de les 10 principals organitzacions terroristes del país.